# Twierdza Antonia

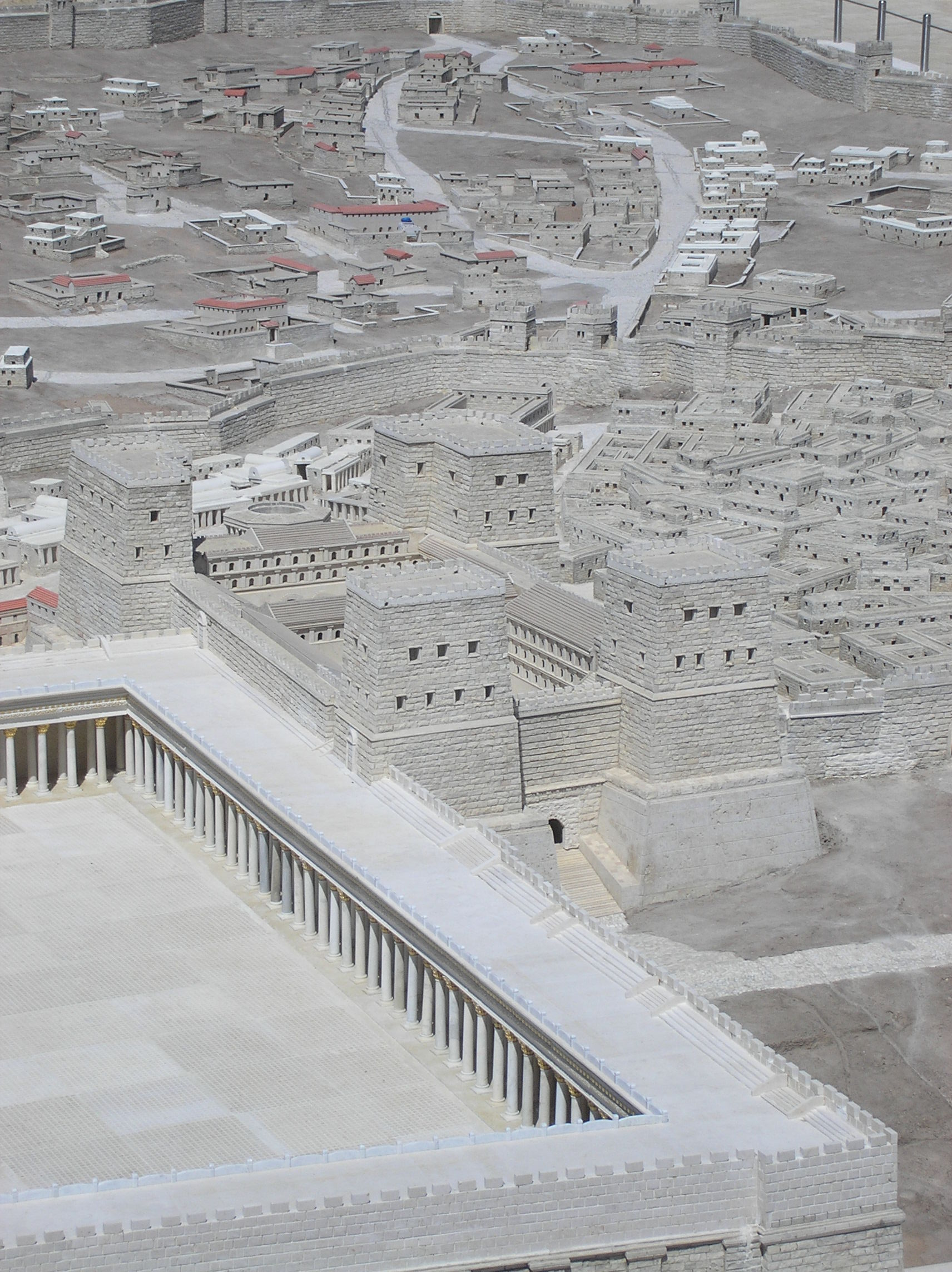
Model Twierdzy Antonia eksponowany w Muzeum Izraela.

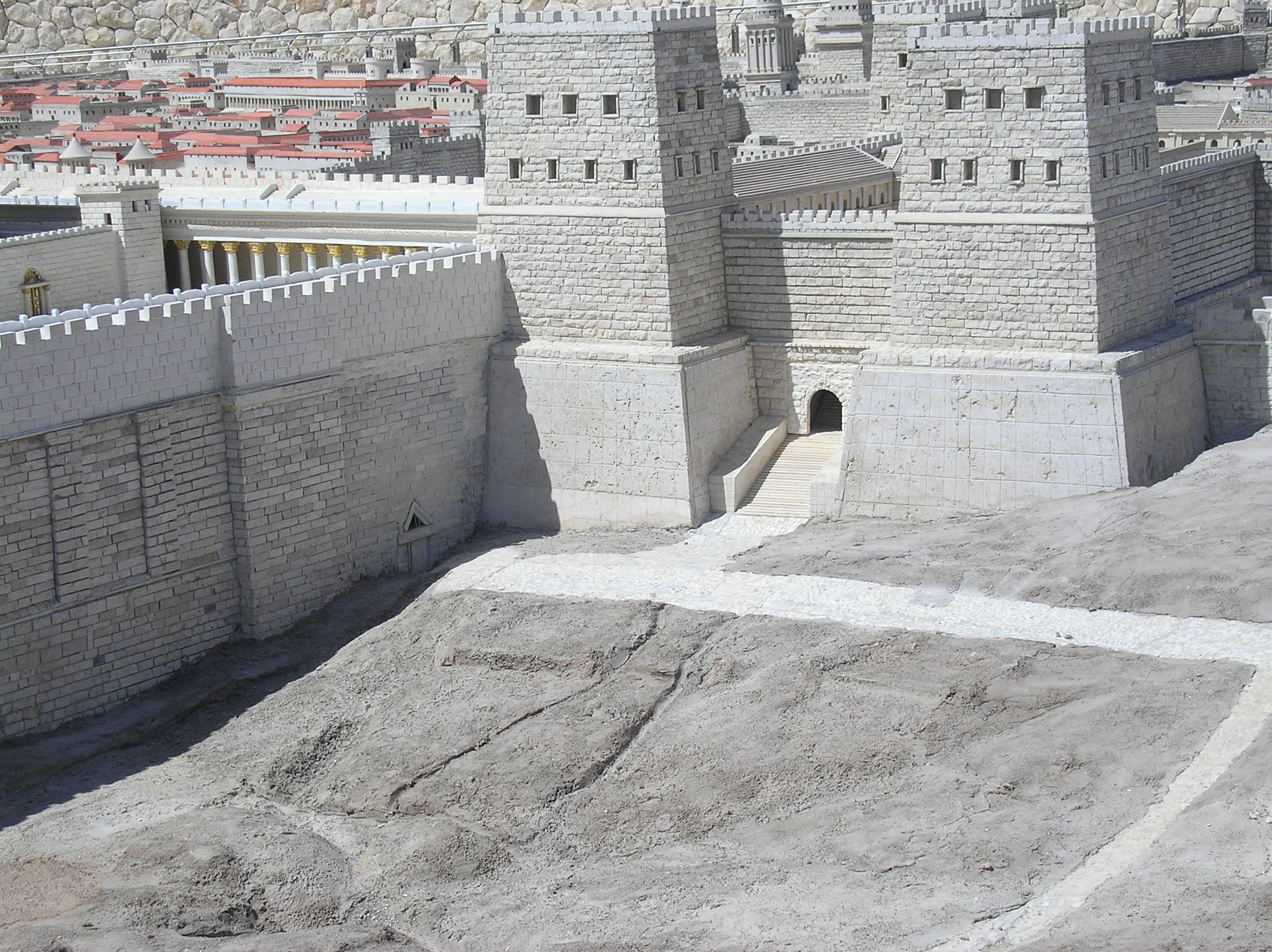
Twierdza i jej bramy.

Twierdza Antonia (hebr. מצודת אנטוניה, Mecudat Antonija) – zespół konstrukcji obronnych wybudowanych przez Heroda w 31 p.n.e. na krańcu wschodniej części murów okalających Jerozolimę, w miejscu wcześniejszych umocnień machabejskich. Miała za zadanie bronić dostępu do Świątyni Jerozolimskiej oraz wzmacniać obronę murów od strony północnej, najbardziej narażonej na ewentualnie szturmy. Wyglądem przypominała wieżę, na której rogach ustawiono cztery inne. Trzy z nich miały 25 m wysokości, a czwarta – 35 m. Jej fundamenty znajdowały się na stromej skale wysokiej również na 25 m. W czasach Jezusa służyła jako koszary dla rzymskich żołnierzy. Nazwa ma ścisły związek z patronem Heroda – Markiem Antoniuszem. Została zniszczona przez wojska Tytusa podczas oblężenia Jerozolimy w roku 70. Istnieją przypuszczenia, iż na jej terenie podczas święta Paschy mógł przebywać Poncjusz Piłat.